# Tammy Duckworth
Pour les articles homonymes, voir Duckworth.
Ladda Tammy Duckworth, née le 12 mars 1968 à Bangkok (Thaïlande), est une femme politique et militaire américaine.
Membre du Parti démocrate, elle est pilote d'hélicoptère de l'armée de terre américaine et perd ses deux jambes au combat en 2004, lors de la guerre d'Irak. Directrice du département des Anciens combattants de l'Illinois de 2006 à 2009, elle intègre dès lors le département des Anciens combattants des États-Unis comme secrétaire adjointe chargée des Affaires publiques et intergouvernementales, avant d'être élue à la Chambre des représentants des États-Unis aux élections de 2012 dans le huitième district congressionnel de l'Illinois. Quatre ans plus tard, Tammy Duckworth remporte l'élection dans l'État pour le Sénat des États-Unis face au sortant Mark Kirk, membre du Parti républicain.

## Biographie
Ladda Tammy Duckworth naît à Bangkok en Thaïlande où son père, Franklin Duckworth, un ancien Marine et vétéran de la Seconde Guerre mondiale, travaillait dans l'humanitaire pour l'Organisation des Nations unies,. Sa mère Lamai Sompornpairin était une Thaïlandaise d'origine chinoise. Tammy Duckworth vit à Bangkok, Jakarta puis Singapour avant de déménager à Hawaï quand son père est licencié.
Elle se destine à une carrière de diplomate avant de s'orienter vers une carrière militaire à l'université. Elle parle couramment le thaï et l'indonésien. Elle est diplômée en science politique à l'université d'Hawaï et en affaires internationales à l'Université George-Washington.

## Carrière militaire

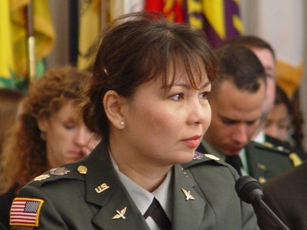
Tammy Duckworth en 2005.

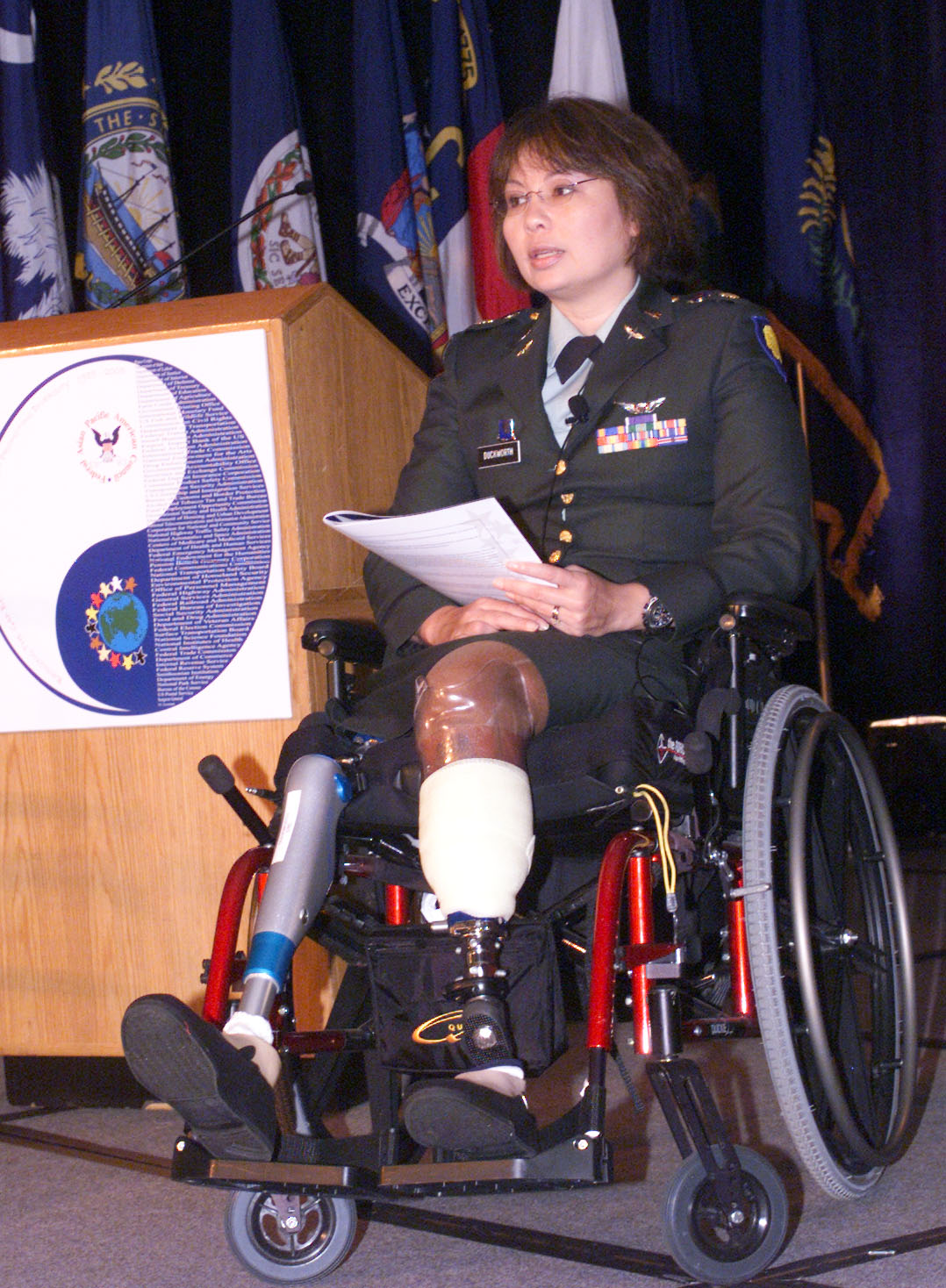
Tammy Duckworth prononçant un hommage aux Américain·e·s d'origine asiatique et pacifique à Arlington (Virginie) le 2 juin 2005.

Elle rejoint l'United States Army Reserve pendant ses études à l'université George-Washington. Après ses études, elle devient pilote d'hélicoptère dans la réserve pour l'United States Army.
Après les attentats du 11 septembre 2001, elle s'engage volontairement en service actif. En 2004, elle est envoyée en Irak où elle est l'une des rares femmes pilotes à participer aux combats,. Le 12 novembre 2004, elle perd ses deux jambes lorsque son hélicoptère Sikorsky UH-60 Black Hawk est touché par un tir de missile RPG par des rebelles irakiens,. Son bras droit est également blessé mais elle en conservera finalement l'usage. Durant treize mois, elle doit suivre une procédure de rééducation pour retrouver l'usage de son corps. L'année suivante, une statue à son effigie est érigée en Illinois en son honneur ainsi que pour rendre honneur aux femmes vétérans. Elle quitte l'armée en 2014 avec le grade de lieutenant-colonel,.

## Carrière politique

### Candidature infructueuse à la Chambre des représentants
Peu après sa réintégration, Tammy Duckworth annonce sa candidature pour la primaire du Parti démocrate dans le 6e district de l'Illinois. Réputée pour son franc-parler, elle remporte la primaire le 21 mars 2006. Le retrait du sortant Henry Hyde et l'impopularité croissante de George W. Bush ont fait de ce siège l'un des principaux enjeux des élections de mi-mandat. Malgré une bonne campagne, elle n'a pas réussi à ramener ce district aux mains des Démocrates, le Parti républicain y étant solidement implanté depuis 1973.

### Au service des Anciens combattants

#### Dans l'Illinois
Deux semaines après sa défaite aux élections, elle est choisie par le gouverneur Rod Blagojevich pour diriger le département des Anciens combattants de l'État. Elle développe des programmes pour aider les vétérans victimes de troubles psychologiques de guerre, ainsi que des crédits d'impôts pour favoriser l'embauche de vétérans. Elle fait également campagne pour Barack Obama dans plusieurs États.
Le 17 septembre 2008, elle assiste à un meeting de campagne du candidat démocrate Dan Seals dans le 10e district. Si sa présence n'était pas une infraction du fait de son statut de directrice du département des Anciens combattants de l'État, elle a enfreint une loi en allant au meeting avec un véhicule de l'administration de l'État adapté pour son handicap. Reconnaissant son erreur et plaidant sa bonne foi, elle remboursa l'État à la suite de cela.

#### Au sein de l'administration Obama
Le 3 février 2009, elle est désignée par Barack Obama comme secrétaire adjointe au sein du département des Anciens combattants. Sa nomination est confirmée par le Sénat le 22 avril suivant. Elle démissionne le 30 juin 2011 pour se concentrer sur sa campagne pour les élections de 2012 à la Chambre des représentants.

### Membre de la Chambre des représentants

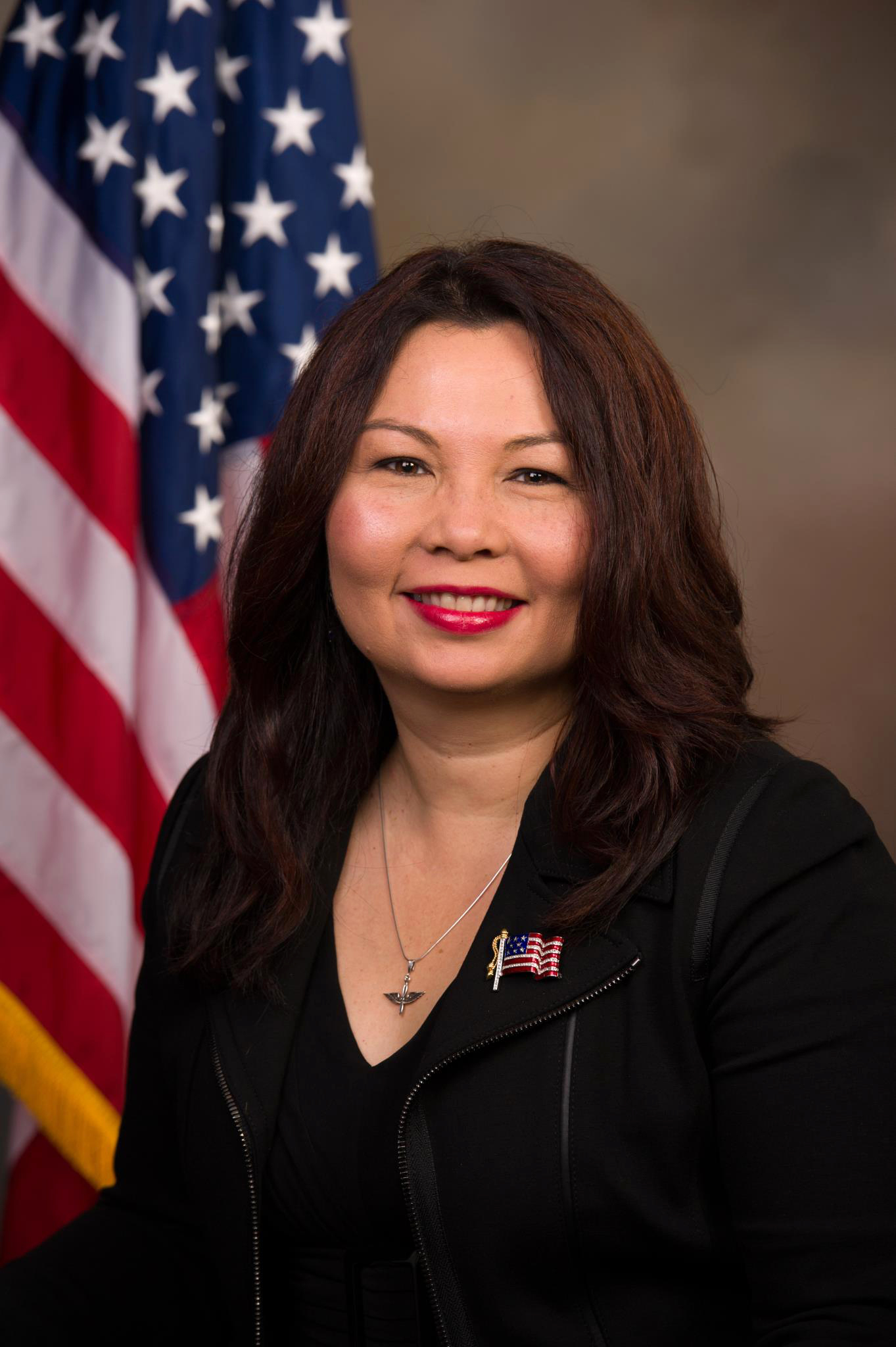
Portrait officiel de Tammy Duckworth comme représentante des États-Unis.

En juillet 2011, elle annonce sa candidature à la primaire du Parti démocrate du 8e district de l'Illinois, cinq ans après une première tentative infructueuse dans le 6e district. Elle reçoit le soutien du sénateur Dick Durbin et du maire de Chicago Rahm Emanuel le mois suivant. Elle remporte la primaire le 20 mars 2012 pour concourir face au Républicain Joe Walsh. Elle reçoit le soutien des deux principaux journaux de l'État, le Chicago Tribune et le Daily Herald. À quelques jours du scrutin, elle reçoit le soutien de Barack Obama. Elle remporte l'élection le 6 novembre avec près de 55 % des suffrages. Elle devient la première femme handicapée à remporter un mandat au Congrès des États-Unis. Elle est également la première femme d'origine asiatique à représenter l'Illinois au Congrès. Elle prête serment le 3 janvier 2013.
En avril 2013, elle annonce faire don de 1/12 (8,4 %) de son salaire mensuel au département du Trésor en raison de coupes budgétaires dans divers secteurs, notamment concernant l'armée. En octobre de la même année, elle accuse le Parti républicain de prendre l'armée en otage dans les négociations pour mettre fin au shutdown qui dura 16 jours. Le 1er septembre 2014, elle annonce sa grossesse, faisant d'elle la neuvième représentante américaine à attendre un enfant durant son mandat. Elle est qualifiée d'« héroïne américaine » par John McCain après l'annonce de sa grossesse. Elle est réélue le 4 novembre 2014 pour un second mandat. Pendant plusieurs semaines, elle ne peut prendre part au vote des lois du fait de son congé maternité car sa demande de vote par procuration fut rejetée.

### Sénatrice

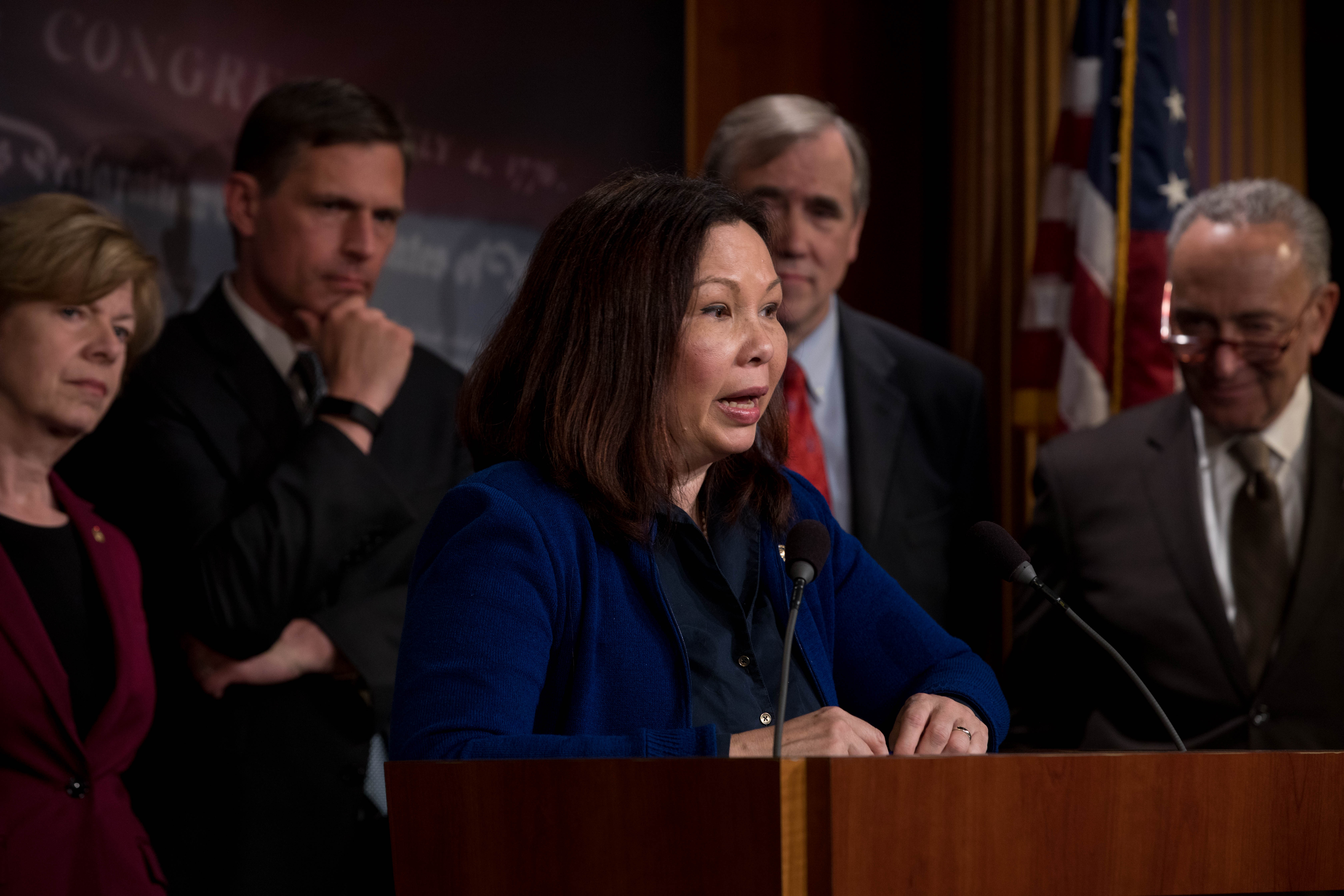
Tammy Duckworth lors d'une conférence de presse consacrée au réchauffement climatique, en 2019.

Le 30 mars 2015, elle annonce son intention de concourir pour la primaire du Parti démocrate pour défier le sénateur républicain de l'Illinois Mark Kirk. Rapidement, elle reçoit le soutien du sénateur Dick Durbin. Durant la campagne des primaires, le Parti républicain l'accuse de n'avoir rien fait pour les anciens combattants alors même qu'elle en a eu la charge dans le gouvernement de l'État puis au sein de l'administration Obama. Cet événement contribue à faire basculer la campagne en sa faveur. Le 15 mars 2016, elle remporte la primaire par 64 % des suffrages. Le siège de l'Illinois était alors considéré comme celui ayant la plus forte probabilité de changer de main. Elle reçoit le soutien du Chicago Tribune. Le 27 octobre, lors d'un débat, le sénateur Mark Kirk questionne l'héritage militaire de sa famille, dont certains descendants ont combattu pendant la Guerre d'indépendance, ainsi que son propre engagement pendant la guerre d'Irak. Ce fait se retourne contre lui, et il perd de nombreux soutiens à deux semaines de l'élection. Elle est également victime d'une fausse couche durant la campagne. Elle remporte l'élection le 8 novembre avec plus de 54 % des suffrages pour occuper le siège qui fut autrefois celui de Barack Obama. Elle devient la première sénatrice d'origine thaïlandaise et la première sénatrice amputée. Elle prête serment le 3 janvier 2017 en compagnie du vice-président Joe Biden, de son mari et de sa fille.
Le 21 janvier 2018, en pleine séance consacrée au shutdown, elle s'en prend à Donald Trump, l'accusant de prendre l'armée en otage et le traitant de draft dodger (fraudeur à la conscription) en raison de ses cinq tentatives avortées de conscription pendant la guerre du Viêt Nam. Depuis l'investiture de Donald Trump, elle est l'une de ses plus farouches opposants.
Le 9 avril 2018, elle donne naissance à son deuxième enfant. Elle devient la première sénatrice à accoucher pendant l'exercice de son mandat. Dix jours plus tard, elle peut siéger au Sénat avec sa fille dans les bras après avoir fait modifier la loi qui interdisait cette pratique en compagnie de sa collègue du Minnesota Amy Klobuchar,,. En juillet, alors que certains candidats pour les élections de mi-mandat mènent campagne en se revendiquant comme étant très à gauche, elle déclare que « l'on ne peut gagner le Midwest si l'on se positionne trop à gauche », se positionnant dans la lignée des Nouveaux démocrates.
Joe Biden envisage de la désigner comme candidate à la vice-présidence pour l'élection présidentielle de 2020 mais il choisit finalement pour cette fonction Kamala Harris.

## Prises de position

### Femmes
En décembre 2017, elle fait partie des sénateurs démocrates qui demandent la démission du sénateur du Minnesota Al Franken, accusé de gestes déplacés à l'encontre de plusieurs femmes. En juillet 2019, elle exprime des regrets, comme six autres de ses collègues, par rapport à son rôle dans la démission de Franken.

### Syrie
En août 2013, elle exprime son opposition à une intervention américaine en Syrie, s'appuyant sur sa propre expérience en Irak.

## Historique électoral

### Chambre des représentants
| Année | Tammy Duckworth | Républicain |
| ----- | --------------- | ----------- |
| Année |                 |             |
| 2006  | 48,65 %         | 51,35 %     |

| Année | Tammy Duckworth | Républicain |
| ----- | --------------- | ----------- |
| Année |                 |             |
| 2012  | 54,74 %         | 45,26 %     |
| 2014  | 55,73 %         | 44,27 %     |

### Sénat
| Année | Tammy Duckworth | Républicain | Libertarien | Vert   |
| ----- | --------------- | ----------- | ----------- | ------ |
| Année |                 |             |             |        |
| 2016  | 54,86 %         | 39,78 %     | 3,20 %      | 2,14 % |

## Décorations
- Purple Heart
- Meritorious Service Medal
- Air Medal
- Commendation Medal
- Reserve Good Conduct Medal